# Habitatge a la plaça Major, 7 (Santa Maria de Palautordera)
L'Habitatge a la plaça Major, 7 és una obra de Santa Maria de Palautordera (Vallès Oriental) protegida com a Bé Cultural d'Interès Local.

## Descripció
Casa entre parets mitgeres, de carener paral·lel a la façana. La planta baixa correspon al menjador del restaurant Turó de l'Home i el primer pis és un habitatge particular. La façana està arrebossada i pintada i consta de planta baix, pis i golfes, amb coberta a dues vessants de teula. L'element a destacar és la finestra del primer pis, de llinda plana i brancals de pedra.
La finestra de les golfes és una simple obertura rectangular. El ràfec és de dents de serra. La planta baixa està completament reformada.